# Törökszentmiklós
Törökszentmiklós (németül: Türkischsanktniklas) Jász-Nagykun-Szolnok vármegye harmadik legnagyobb települése, a Törökszentmiklósi járás székhelye. A Tiszától nem messze, a mezőgazdaságáról híres Nagykunság területén fekszik, jelentős közlekedési csomópont a régióban.

## Fekvése
Törökszentmiklós Szolnoktól 20 kilométerre keletre fekszik, a Nagykunság szélén. Történelmileg egyébként nem tartozik a Nagykun területhez, a régmúltban mindig Külső-Szolnok vármegye része volt.
Északról természetes határként a Tisza, valamint annak fegyverneki holtága határolja, szomszédos továbbá Fegyvernek, Örményes, Kuncsorba, Kétpó, Tiszatenyő, Szajol, Tiszapüspöki településekkel is.
Fontosabb (belterületi) külső településrészei: Óballa, Surjány és Szakállas.

## Megközelítése

### Közúton
A város területén kelet-nyugati irányban végighalad a 4-es főút, az ország távolabbi részei felől ez a legkézenfekvőbb megközelítési útvonala. A főút jelenlegi nyomvonala elkerüli a belterületeket, régebben még azokon keresztül húzódott; azóta a régi 4-es nyomvonal a nyugati határszéltől a központig a 46-os főút része, a mezőtúri elágazásig, onnan pedig a keleti határszélig a 42 103-as számozást viseli. Értelemszerűen Mezőtúr és térsége felől a 46-os főút a város leginkább kézenfekvő elérési útvonala.
A környező települések közül Tiszatenyővel és Martfűvel a 4629-es út köti össze; területén több más, állami közútnak minősülő útvonal is húzódik, de azok már jobbára csak a központ és külső városrészek összekötését biztosítják. Ilyen a 11,5 kilométer hosszú 32 126-os út, amely Óballát és a jóval rövidebb 32 124-es, amely Szakállast szolgálja ki, valamint a 42 101-es út, amely a már Örményeshez tartozó Pusztaszakállasra vezet. Déli határszélét érinti még a Kuncsorba-Fegyvernek közti 4204-es út is.

### Vasúton
Vasúton a város a MÁV 100-as számú Budapest–Záhony-vasútvonalán érhető el. Törökszentmiklós vasútállomás a városközpont déli részén található, Szajol vasútállomás és Fegyvernek-Örményes vasútállomás között, közúti elérését a 46 344-es számú mellékút (Almásy út) biztosítja. Elérhető vonattal Budapest-Nyugatiból, Záhonyból, Miskolcról stb. A vasútállomást 2014-ben felújították.

## Története
Területét ősidők óta változatos népcsoportok lakták, akiknek megtelepedésében meghatározó szerepet játszottak a Tisza és mellékágai, a mocsaras ártéri részek. A város és környékének több pontjáról gyűjtöttek az újkőkori alföldi vonaldíszes kultúrára jellemző cseréptöredékeket. A rézkorszakban itt élt népcsoportok látványos emlékeket hagytak maguk után, a kunhalmokat, amelyeknek ma már csak két példányuk található Törökszentmiklós környékén, a többi a mezőgazdasági művelésnek esett áldozatul. A bronzkorból egy település maradványait, a vaskorból egy temetőt sikerült feltárni. A kelták is itt hagyták nyomaikat.

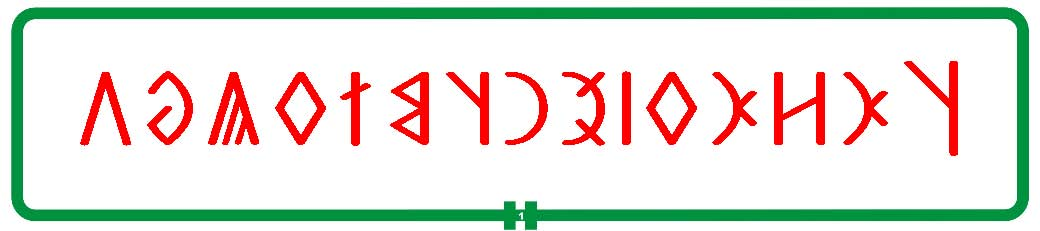
Törökszentmiklós város neve székely-magyar rovással

A honfoglalás korának leghíresebb környékbeli lelete a kétpói ezüstcsésze. Az itt megtelepedett törzsek neve még helynévi adatként sem maradt fent. A megyeszervezés során Törökszentmiklós területe Szolnok megyéhez került, amely 1437-től Külső-Szolnok néven önállósult. Az egyházi szervezet kialakítása során a váci egyházmegye része lett. A tatárjárás után az elnéptelenedett területekre kunok települtek. A törökszentmiklósi határ településnevei Luxemburgi Zsigmond idejében kezdenek feltűnni az oklevelekben, Törökszentmiklóst 1399-ben említik először Zenthmyclos alakban. Az első azonosítható birtokosa a Bala család volt, erről a családról kapta a nevét, sokáig Balaszentmiklós néven emlegették. A család ingatlanjai fokozatosan idegen kézre jutottak, így Balaszentmiklós is több tulajdonos kezébe került, gazdái között volt többek között a híres-hírhedt Móré László (rablólovag) és Zay Ferenc, a neves diplomata és író is, aki több ízben volt konstantinápolyi követ.

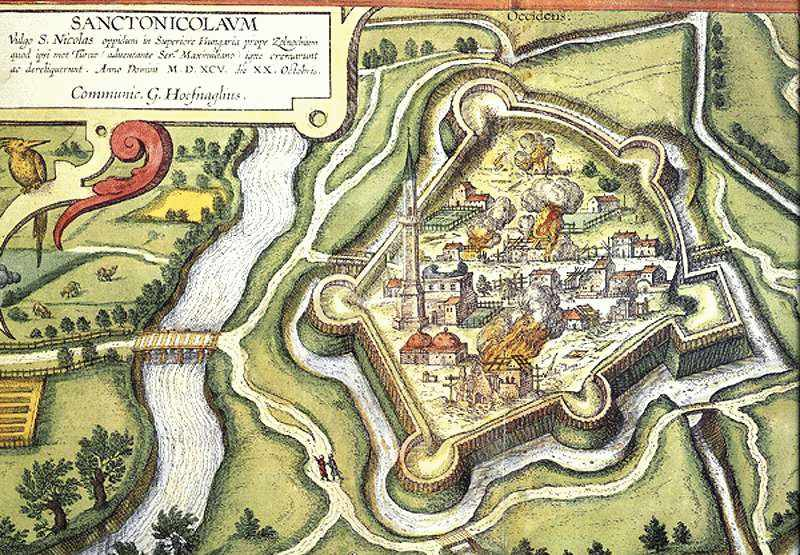
A felégetett Balaszentmiklós látképe, színezett metszet (1617)

1552-ben Balaszentmiklós népes és lakott hely, hiszen 32 portát írtak össze. A török ebben az évben foglalta el a települést és a hozzá tartozó palánkvárat, amely 1566-ig, Gyula elfoglalásáig az egyetlen tiszántúli török erősség volt. A török zsoldos őrség létszáma a vár fennállása folyamán 200-250 körül mozgott. A várkatonák nem egy esetben vettek részt portyázásokon, csetepatékban, de a korabeli levelek tanúsága szerint a kállói, szendrői, ónodi magyar katonák is eljutottak a vár alá. 1570-ben Karácsony György, a „Fekete Ember” hadai megostromolták a várat, de nagyobb kárt nem tettek benne, a falut azonban felprédálták. A vár pusztulása 1685-ben következett be, a visszafoglaló harcok során. Szentmiklós a török hódoltság alatt a viszonylag magas jövedelmű helységek közé tartozott, köszönhetően többek között a rajta átmenő, Budáról Debrecenbe és Erdélybe vezető kereskedelmi útnak.
1685 és 1720 között a terület jobbára lakatlan puszta volt. 1720-tól gyors ütemben betelepült, főleg Szabolcs és Békés vármegyéből jöttek letelepülők. Ekkor már a földesúr Almásy II. János volt, aki szerződésben vállalta, hogy a telepesek öt évig semmiféle úrbéri szolgáltatást nem fizetnek. Ez abban a korban a legnagyobb engedmények közé tartozott. Az ide költözők nem robotoló, hanem taxás jobbágyok lettek, azaz pénzzel válthatták meg a földhasználatot. Ma Törökszentmiklóson jó néhány család él, akiknek családneve olvasható az akkori „népességnyilvántartási” jegyzékeken. Az első hullámban reformátusok, később katolikusok érkeztek. Hogy elkerüljék a vallási villongásokat, elkülönítve telepítették le őket. 1738-ban földesúri támogatással Török Szent Miklós néven mezővárosi rangot kapott.
1771-ben, az urbárium (Mária Terézia 1767-ben kelt, jobbágy és földesúr viszonyászt szabályozó rendelete) bevezetése után a lakosok kérték az úrbéri földek elkülönítését, de erre 1845-ig várni kellett. 1847-ben a város örökváltságot ajánlott fel az Almásy családnak. 1848-ban rendezett tanácsú várossá alakulhatott. Az 1848-as szabadságharc bukását követő önkényuralom idején Törökszentmiklós városi rangját megtarthatta, sőt átmenetileg járási székhellyé is vált.

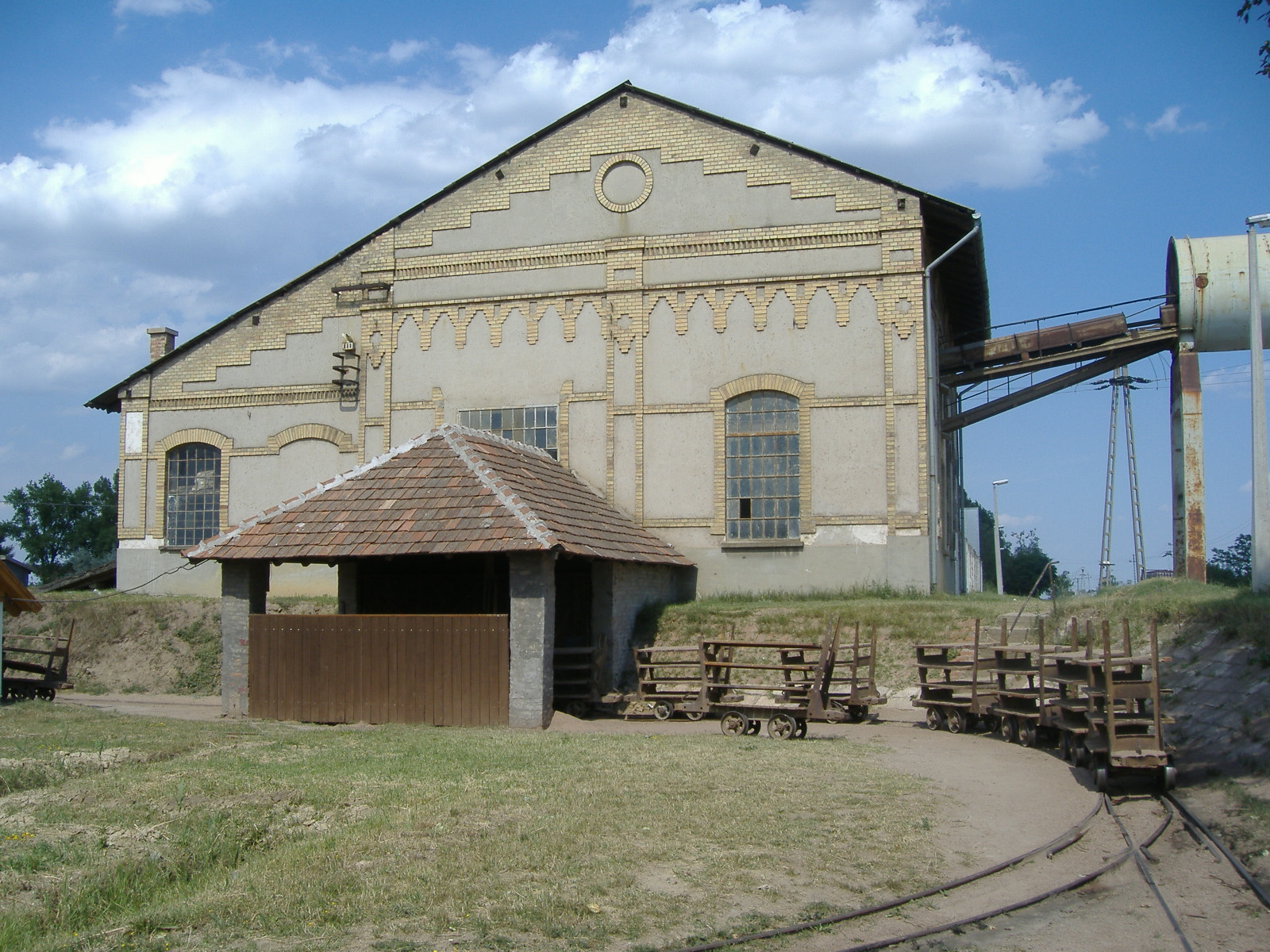
Az 1908–1909-ben készült villanytelep épülete, jelenleg a téglagyár présháza, előtérben kisvasúti polcos kocsikkal

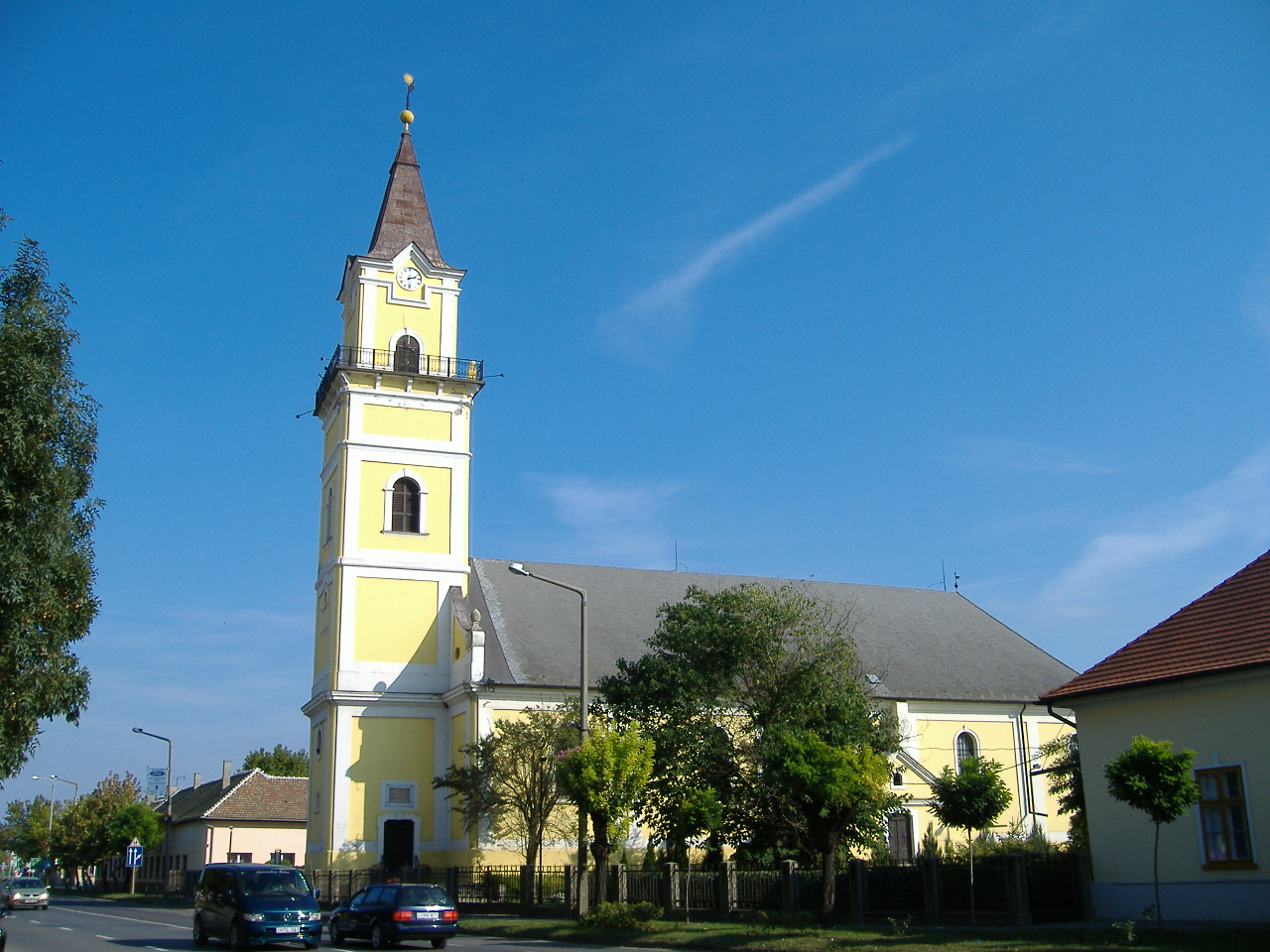
A református templom

Ebben a korszakban következett be az iparosodás terén is jelentősebb előrelépés. A városban a modern gyáripar kezdetei a 19. század közepére nyúlnak vissza, amikor is 1848-ban Lábassy János megnyitotta ekéket, ekekapákat, boronákat, gyűrűshengereket gyártó műhelyét.
E műhelyből épült ki az 1950-es években a mezőgépgyár és öntödéje. Az 1850-es években megkezdődött a település határának ármentesítése. 1857-ben megnyitották a várost érintő Szolnok-Debrecen vasútvonalat, amely elősegítette a mezőgazdaság árutermelővé válását, felgyorsította az ipar és kereskedelem fejlődését. Az 1870–1880-as években több üzem is létesült. Megkezdte működését az Első Törökszentmiklósi Gőzmalom. A gazdasági fejlődés ellenére 1872. július 27-én visszaminősítették nagyközséggé. 1890-ben megkezdte működését a Hoffmann rendszerű téglagyár. Az épületegyüttes első részét az első kéménnyel lebontották, a kelet felőli rész a másik kéménnyel azonban ma is üzemel.
A két világháború után, amely a település felett sem múlt el nyomtalanul, sor került a földosztásra. 1950-re azonban államosították a földeket és az ipari üzemeket. A korábban szépszámú kisiparos fokozatosan megszüntette tevékenységét. 1948 decemberében a koalíciós párt]ok együttesen kérték a település várossá nyilvánítását. A kérelemnek 1952-ben tettek eleget.
A városban két mezőgazdasági szövetkezet működött, de a kárpótlásokkal és a lehetetlen feltételek következtében a termelőszövetkezeti tulajdon átalakult egyéni és vállalkozói földtulajdonná. A földeken búzát, árpát, kukoricát, cukorrépát, zöldséget, napraforgót, repcét termesztenek. A közigazgatási területen működő két állami gazdaság 1970-ben egyesült és jelenleg is működik. Az állattenyésztésben a sertés, a szarvasmarha és a baromfi a meghatározó. Az Alföldi Gabona Rt. korábban az ország egyik legjelentősebb malom- és takarmányüzeme volt. Jelenleg tevékenységi körét beszűkítette, termelése visszaesett, ma csak malom-, borsó- és rizshántoló üzemet működtet.
Az ipar 1960-ban történő idetelepülése után az 1990-es évek után indult látványos fejlődésnek több cég közreműködésével, amelyek 1999-ben konzorciumot hoztak létre, és Ipari Parkká alakították az ipari övezetet.
2011. június 4-én felavatták a település rovásos helynévtábláját.

## Közélete

### Polgármesterei
- 1990–1994: Szegő János (nem ismert)[6]
- 1994–1998: Szegő János (FKgP-MDF-Fidesz-KDNP)[7]
- 1998–2002: Bakk Zoltán (független)[8]
- 2002–2006: Bakk Zoltán (független)[9]
- 2006–2010: Dr. Juhász Enikő (Fidesz-KDNP-MDF-Kisgazda Polgári Egyesület)[10]
- 2010–2014: Dr. Juhász Enikő (Fidesz)[11]
- 2014–2019: Markót Imre (Jobbik)[12]
- 2019–2024: Markót Imre (Otthonunk Szentmiklós Egyesület)[13]
- 2024– : Markót Imre (Otthonunk Szentmiklós Egyesület)[1]

### 2014
- A polgármester-választás eredménye[12]

| Polgármester-jelölt  | Párt                               | Kapott szavazat | Elért eredmény (%) |
| -------------------- | ---------------------------------- | --------------- | ------------------ |
| Markót Imre          | Jobbik                             | 3 761           | 47,72%             |
| Dr. Juhász Enikő Éva | Fidesz-KDNP                        | 2 884           | 36,59%             |
| Kucsera György       | WAPKE-MSZP-Szolidaritás-Érdekvédők | 1 236           | 15,68%             |

- A megválasztott képviselők megoszlása jelölő szervezetek szerint[12]

|  | Jobbik                             | 7 |  |  |  |  |  |  |  |
|  | Fidesz-KDNP                        | 3 |  |  |  |  |  |  |  |
|  | WAPKE-MSZP-Szolidaritás-Érdekvédők | 1 |  |  |  |  |  |  |  |

2024-ben a polgármesteri választás Markót Imre nyerte, ezúttal az "Otthonunk Szentmiklós Egyesület" színeiben. A városi képviselőtestületi többséget a FIDESZ MPSZ- KDNP képviselői adják (5 fő), melyet a polgármester egyesülete (4 fő), a Lendületben a Városért (2 fő) és a Tettekkel Törökszentmikósért - Momentum - DK - MSZP 1 képviselője követ .

## Népesség
A település népességének változása:
| Lakosok száma | 21 098 | 20 827 | 19 890 | 19 400 | 19 344 | 19 380 | 19 196 |
|               | 2013   | 2014   | 2018   | 2021   | 2022   | 2023   | 2024   |

2001-ben a város lakosságának 98%-a magyar, 2%-a cigány nemzetiségűnek vallotta magát.
A 2011-es népszámlálás során a lakosok 87,2%-a magyarnak, 2,8% cigánynak, 0,4% németnek mondta magát (12,7% nem nyilatkozott; a kettős identitások miatt a végösszeg nagyobb lehet 100%-nál). A vallási megoszlás a következő volt: római katolikus 25,9%, református 12,4%, evangélikus 0,2%, görögkatolikus 0,3%, felekezeten kívüli 35% (25,3% nem nyilatkozott).
2022-ben a lakosság 87,6%-a vallotta magát magyarnak, 1,7% cigánynak, 0,2% németnek, 0,1-0,1% ukránnak és románnak, 2,1% egyéb, nem hazai nemzetiségűnek (12,2% nem nyilatkozott; a kettős identitások miatt a végösszeg nagyobb lehet 100%-nál). Vallásuk szerint 16,7% volt római katolikus, 9,3% református, 0,4% görög katolikus, 0,2% evangélikus, 0,8% egyéb keresztény, 0,9% egyéb katolikus, 28,6% felekezeten kívüli (43% nem válaszolt).

## Gazdasága

### Mezőgazdaság
A 19. század közepéig a város életében a mezőgazdaság volt a meghatározó gazdasági ágazat.
Törökszentmiklóson két mezőgazdasági termelőszövetkezet is működött, de a földek ma már egyéni, illetve vállalkozói tulajdonban vannak.
Jelenleg a földeken elsősorban búzát, árpát, kukoricát, napraforgót, repcét, cukorrépát és zöldségféléket termesztenek. A szolnoki cukorgyár bezárását követően számos más térségbeli településhez hasonlóan itt is jelentősen visszaesett a cukorrépa termesztés, azonban az 1959-ben épült, 2012-re gyakorlatilag teljesen újjáépített szenttamási vetőmagüzem új lehetőséget kínált a környékbeli termelőknek. A Törökszentmiklósi Mezőgazdasági Zrt. tulajdonában álló üzem a világ legkorszerűbbjei közé tartozik, megléte révén egyre hangsúlyosabbá válik Törökszentmiklóson és környékén a hibridkukorica termelés. A vetőmagüzem termékeit a világ számos országába exportálják.

### Ipar
A mezőgazdaságra élelmiszer -és feldolgozóipar (elsősorban malomipar és baromfifeldolgozó ipar) épült. Sajnos mára a baromfi-feldolgozást beszünették, de más üzemek, mint például a kalászoskukorica- és aprómag-vetőmagüzem, még működnek.
A városban a gyáripar története a 19. század közepéig nyúlik vissza. Ekkor, 1848-ban, Lábassy János megnyitotta az ekéket és boronákat gyártó műhelyét. Ebből a műhelyből az 1950-es években a mezőgépgyár és öntöde lett. 1960-ban finommechanika és vegytechnika települt a városba. 1997 után az ipar további látványos fejlődésen ment keresztül.

## Vallás
A 2001-es népszámlálás adatai alapján a lakosság 39,9%-a római katolikus, 20,9%-a református, 0,3%-a görögkatolikus, 0,2%-a pedig evangélikus vallású. A lakosság 0,5%-a más egyházhoz, vagy felekezethez tartozik. 29,4% nem tartozik egyetlen egyházhoz, vagy felekezethez sem. 8,8% ismeretlen, vagy nem válaszolt.

## Nevezetességei

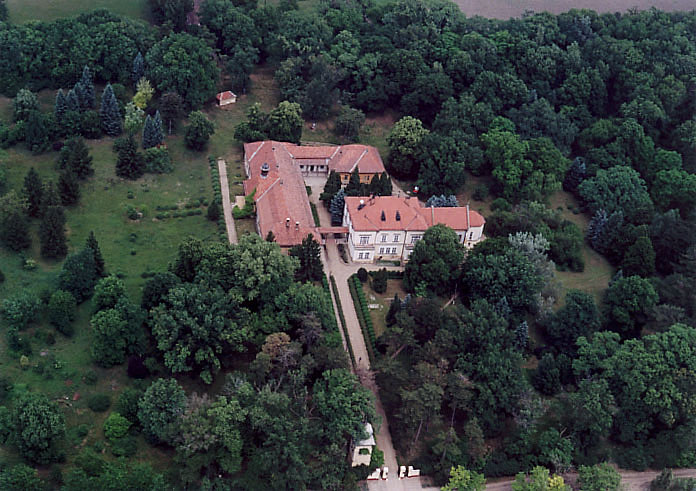
Almásy-kastély

- Szentháromság Római katolikus templom (épült 1898-1900 között, neoromán-neogótikus stílusban. Cím: Ipolyi Arnold tér 1.)
- Református templom (műemlék jellegű épület, épült 1787-89 között. Cím: Kossuth u. 114)
- Almásy-kastély (eklektikus stílusban épült 1860-1890-ben. A park 14 hektáros, 1980 óta természetvédelmi terület)[19]
- Angol telivér ménes (Szenttamás-puszta, nem látogatható)
- Strandfürdő, kemping és horgásztó
- Helytörténeti Gyűjtemény (az Ipolyi Arnold Könyvtár, Múzeum és Kulturális Központban. Cím: Almássy u. 20.)

## Ismert emberek
- Itt született 1782. december 24-én Polgár Mihály református püspök.
- Örkényi Éva színművésznő
- Monori Lili színművésznő
- Zsigray Julianna író, költő
- Jancsó Ladányi Piroska sorozatgyilkos
- Juhász Árpád szociológus, tanár
- Bárándy György ügyvéd
- G. Nagyné Maczó Ágnes ügyvéd, politikus
- Szélpál Árpád költő, újságíró
- Iluh István költő
- Győri Dezső szobrászművész
- Darvasi László pedagógus, költő, író, újságíró
- Bernát András festőművész
- Dögei Imre politikus, miniszter
- Szabó Antal színművész
- Anne L. Green (Líbor Erzsébet) írónő
- Takács Mária súlyemelő
- Szenes Fülöp festőművész
- Simon Zoltán grafikus
- P. Szabó Sándor sinológus
- Szabó Sándor gitárművész, zeneszerző, zenekutató, hangmérnök
- Törökszentmiklóson nőtt fel Molnár Ferenc Caramel énekes.[20]
- Lukács Miklós zenész, cimbalomművész (1977)
- Boda János táncművész, koreográfus
- Itt született Polgár Béla (1899–1963) földbirtokos, országgyűlési képviselő